# Calathus ingratus
Calathus ingratus är en skalbaggsart som beskrevs av Pierre François Marie Auguste Dejean. Calathus ingratus ingår i släktet Calathus och familjen jordlöpare. Inga underarter finns listade i Catalogue of Life.